# Odontadenia anomala
Odontadenia anomala är en oleanderväxtart som först beskrevs av Henri Ferdinand Van Heurck och Johannes Müller Argoviensis och som fick sitt nu gällande namn av James Francis Macbride.
Odontadenia anomala ingår i släktet Odontadenia och familjen oleanderväxter. Inga underarter finns listade i Catalogue of Life.